# Ленинградский район (Кокчетавская область)
Ленинградский район — административная единица Кокчетавской области Казахской ССР (1955—1991) и Республики Казахстан (1991—1997). Административный центр — село Ленинградское.

## География
Ленинградский район располагался в северной части Кокчетавской области, на границе Западно-Сибирской равнины и Казахского мелкосопочника. Площадь — 5,1 тыс.км². На севере граничила с Омской областью РСФСР.

## История

Карта административного деления Казахской ССР в 1959 году

Образован 22 октября 1955 года в составе Кокчетавской области Казахской ССР на территории, выделенной из Кзылтуского и Чкаловского районов. 2 мая 1997 года упразднён и вошёл в состав вновь образованного Акжарского района Кокшетауской области, а со следующего дня, когда последняя была упразднена, — Северо-Казахстанской области.

## Административное деление
В 1989 году Ленинградский район делился на территории 15 совхозов и с. Ленинградское:
| №  | Совхоз                  | Центр         | Население (1989), чел. |
| -- | ----------------------- | ------------- | ---------------------- |
| 1  | Ленинградский сельсовет | Ленинградское |                        |
| 2  | Айсаринский             | Айсары        |                        |
| 3  | Ащыкольский             | Ащыколь       |                        |
| 4  | Бостанский              | Бостан        |                        |
| 5  | Горьковский             | Горьковское   |                        |
| 6  | Ленинградское РСХО      | Кзылтуский    |                        |
| 7  | Ленинградский совхоз    | Совхозное     |                        |
| 8  | Киевский                | Киевское      |                        |
| 9  | Менжинский              | Менжинское    |                        |
| 10 | Чистяковский            | Алкатерек     |                        |
| 11 | Даутский                | Даут          |                        |
| 12 | Кзылагашский            | Кзылагаш      |                        |
| 13 | Куйбышевский            | Куйбышевский  |                        |
| 14 | Восходский              | Восход        |                        |
| 15 | Жаркинской              | Жаркин        |                        |

## Население
По результатам Всесоюзной переписи населения 1989 года население Ленинградского района составило 37 706 чел. Средняя плотность населения 8,5 человек на 1 км².
По месту проживания
- городское — 4 535 чел. (89,3 %)
- сельское — 33 171 чел. (10,7 %)

По половому признаку
- мужчин — 18 711 чел. (49,6 %)
- женщин — 18 995 чел. (50,4 %)

По национальности
Согласно переписи населения 1970 года:
- русские (39 %),
- казахи (29 %),
- украинцы, немцы, белорусы, татары, мордва и др.